# Zygottus corvallis
Zygottus corvallis är en spindelart som beskrevs av Chamberlin 1948. Zygottus corvallis ingår i släktet Zygottus och familjen täckvävarspindlar. Inga underarter finns listade i Catalogue of Life.